# 石川麻呂
石川 麻呂（いしかわ の まろ）は、奈良時代の貴族。官位は従四位上・武蔵守。

## 経歴
元正朝末の養老7年（723年）従五位下に叙爵。
聖武朝では、天平3年（731年）左少弁、天平10年（738年）兵部大輔、天平18年（746年）中務大輔と京官を歴任する。またこの間、天平17年（745年）正五位下、天平19年（747年）正五位上、天平20年（748年）従四位下と聖武朝末にかけての橘諸兄政権下で順調に昇進を果たした。
孝謙朝の天平勝宝6年（754年）従四位上・武蔵守に叙任され、地方官に転じている。

## 官歴
『続日本紀』による。
- 時期不詳：正六位上
- 養老7年（723年） 正月10日：従五位下
- 天平3年（731年） 6月13日：左少弁
- 天平9年（737年） 9月28日：従五位上
- 天平10年（738年） 閏7月7日：兵部大輔
- 天平17年（745年） 正月7日：正五位下
- 天平18年（746年） 3月10日：宮内大輔。9月19日：中務大輔
- 天平19年（747年） 正月20日：正五位上
- 天平20年（748年） 2月19日：従四位下
- 天平勝宝6年（754年） 正月16日：従四位上。9月4日：武蔵守